# Чемпионат СССР по водному поло 1951
XI чемпионат СССР по водному поло проходил с 8 по 17 сентября 1951 года в Ташкенте. Чемпионское звание выиграла команда ВВС МВО.

## Общая информация
Чемпионат был проведён на водной станции «Динамо», сооружённой на Комсомольском озере в Ташкенте. 19 команд были распределены на 5 предварительных групп, в которых провели матчи по круговой системе. Победители групповых турниров — московские «Торпедо», «Динамо», ВВС МВО, ЦДСА и ленинградская команда ВМС, прошлогодний чемпион страны, — вышли в финальный турнир, в котором также по круговой системе разыграли медали.
Впервые весь пьедестал чемпионата СССР заняли москвичи. В последней и решающей игре чемпионата встретились команды ВВС МВО и «Торпедо», ранее в том же 1951 году выигравшие соответственно Кубок СССР и чемпионат Москвы. Победу со счётом 5:4 одержали военные лётчики, в составе которых выступали бывшие игроки автозаводцев Борис Гойхман и Николай Простяков.

## Результаты финального этапа
|                       | 1   | 2   | 3   | 4   | 5   | И | В | Н | П | М     | О |
| --------------------- | --- | --- | --- | --- | --- | - | - | - | - | ----- | - |
| 1. ВВС МВО (Москва)   |     | 5:4 | 3:2 | 3:3 | 7:4 | 4 | 3 | 1 | 0 | 18:13 | 7 |
| 2. «Торпедо» (Москва) | 4:5 |     | 2:1 | 4:2 | 5:5 | 4 | 2 | 1 | 1 | 15:13 | 5 |
| 3. ЦДСА (Москва)      | 2:3 | 1:2 |     | 2:1 | 3:2 | 4 | 2 | 0 | 2 | 8:8   | 4 |
| 4. «Динамо» (Москва)  | 3:3 | 2:4 | 1:2 |     | 5:1 | 4 | 1 | 1 | 2 | 11:10 | 3 |
| 5. ВМС (Ленинград)    | 4:7 | 5:5 | 2:3 | 1:5 |     | 4 | 0 | 1 | 3 | 12:20 | 1 |

1-й тур
- «Торпедо» — «Динамо» — 4:2
- ЦДСА — ВМС — 3:2

2-й тур
- ВМС — «Торпедо» — 5:5
- ВВС МВО — «Динамо» — 3:3

3-й тур
- ВВС МВО — ВМС — 7:4
- «Торпедо» — ЦДСА — 2:1

4-й тур
- ВВС МВО — ЦДСА — 3:2
- «Динамо» — ВМС — 5:1

5-й тур
- ЦДСА — «Динамо» — 2:1
- ВВС МВО — «Торпедо» — 5:4

## Призёры
ВВС МВО: А. Афонин, Игорь Бутырин, Борис Гойхман, Анатолий Егоров, Вадим Оболенский, Николай Простяков, Евгений Семёнов, В. Соловьёв. Тренер — Владимир Кузнецов.
 «Торпедо»: Юрий Ефимов, И. Григорьев, Е. Лебедев, Леонид Мешков, Валентин Соколов, Анатолий Спиридонов, Юрий Теплов, Виталий Ушаков. Тренер — Иван Штеллер.
 ЦДСА: В. Азаров, Валентин Горшков, Всеволод Папков, Д. Попов, Эндель Пресс, Валентин Прокопов, Гунар Пярон. Тренер — Иван Дмитриев.